# Грчки грађански рат
Грчки грађански рат је трајао од 1946. до 1949. године, и био је први пример послератне комунистичке побуне. Победа Владе антикомунистичких снага је водила грчком чланству у НАТО и помогла је да се дефинише идеолошка равнотежа моћи у Егејском мору током целог Хладног рата.
Грађански рат су водиле страна које су чинили углавном конзервативно грчко цивилно становништво и оружане снаге грчке владе које су подржавале САД и Уједињено Краљевство, а са друге стране су већином били грчки комунисти и главно чланство највеће антинацистичке организације (ЕЛАС), чије је вођство контролисала Комунистичка партија Грчке.
Прва фаза грађанског рата се одвијала између 1942. и 1944. Левичарско и десничарско крило покрета отпора су се борили једни против других у братоубилачком рату да би успоставили вођство у грчком покрету отпора. У другој фази (1944), власт социјалиста, који су војно контролисали већину Грчке, се супротставила повратничкој грчкој влади у изгнанству, која је створена у Каиру, под окриљем западних савезника. У трећој фази (1946–1949), влада десног центра, изабрана у неприродним условима, се борила против оружаних снага под контролом Комунистичке партије Грчке. Иако је учешће Комунистичке партије у побуни било општепознато, партија је остала легална до 1948, настављајући да координира нападе из своје канцеларије у Атини све до забране.
Грађански рат је оставио у наследство Грчкој политичку поларизацију; као резултат рата Грчка је такође ушла у савез са САД и ступила је у НАТО, док су односи са северним совјетски-оријентисаним суседима остали затегнути.

## Позадина (1941—1944)
Корени грађанског рата леже у окупацији Грчке од стране нацистичке Немачке и Бугарске од 1941. до 1944. и Италије од 1941. до 1943. Краљ Ђорђе II и његова влада су побегли у Египат, где су образовали Владу у егзилу, коју су признали западни савезници, али не и Совјетски Савез. Западни савезници су активно охрабривали краља Јоргоса, чак га и присиљавали, да именује умерене министре; само су двоје његових министара били чланови диктаторске владе која је управљала Грчком пре немачке инвазије. Неки у левичарском покрету отпора су тврдили да је влада нелегитимна, на рачун својих корена у диктатури генерала Јоаниса Метаксаса од 1936. до 1941. Без обзира на своје намере, владина неспособност да утиче на управљање Грчком су се одразиле на њену неважност у умовима многих Грка.
Немци су успоставили колаборационистичку владу у Атини, али ни ова влада није имала легитимитет и подршку. Марионетски режим је још поткопан када је лоша економска политика изазвала неконтролисану инфлацију, велике несташице хране и глади међу грчким становништвом. Неки високо рангирани официри су служили Немцима на различитим положајима. 1943, ова влада је почела да ствара паравојне одреде, углавном од локалних фашиста, осуђеника и ратних заробљеника у циљу борбе са комунистичким партизанима и смањивања зависности од немачке војске. Ови одреди, познати као Сигурносни батаљони, су на свом врхунцу 1944. бројали 20.000 људи. Они никад нису коришћени против западних савезника, већ само против комунистичких герилаца.
Недостатак легитимне владе је створио вакуум у власти, који је био испуњен са неколико покрета отпора и почетка операција кратко након немачке окупације. Највећи од њих је био Народноослободилачки фронт (ЕАМ) основан у септембру 1941. ЕАМ и његово војно крило Грчка народноослободилачка војска (ЕЛАС) је створила Комунистичка партија Грчке (ККЕ). Њен привремени вођа је био Јоргос Сиантос (њен прави вођа Николаос Захаријадис је био у немачком заробљеништву). Пратећи совјетску политику стварања широког уједињеног фронта против фашизма, ЕАМ је изборио подршку многих некомуниста. Он је постао широко популарна организација, која је, иако под потпуном контролом ККЕ, покушао да делује само као демократски републикански покрет. Још једна организација под контролом грчких комуниста је био ОПЛА (Организација за заштиту народних бораца). У околини Флорине је постојала организација македонских Словена НОФ, која је променила своје име у СНОФ у трећој фази грађанског рата.
Народноослободилачком фронту и Грчкој народноослободилачкој војсци су се супротставили сви остали покрети отпора. Најважнија од тих снага је била Грчка национална републиканска лига (ЕДЕС), под вођством бившег армијског официра, пуковника Наполеона Зерваса и Национално и социјално ослобођење (ЕККА). ЕККА је била класичан либерални покрет, са јаком опозицијом према монархији. ЕДЕС је био посвећен борби да ЕЛАС не освоји власт више него борби против Немаца и носио је мало идеолошке сличности са њима.
Устанак је прво избио у источној Македонији, где су Немци дозволили бугарским трупама да окупирају грчке територије. Велике демонстрације су као одговор организовали Браниоци севера Грчке, десничарска организација, у градовима грчке Македоније.
Грчка је била веома подесна за герилске операције и до 1943. силе Осовине и њихови сарадници су контролисали само важније градове и путеве, остављајући планинску унутрашњост покрету отпора. 1943. ЕЛАС је имала око 50.000 људи под оружјем и контролисала је велики део планинских делова Пелопонеза, Крита, Тесалије и Македоније. ЕДЕС је имао 3.000 људи, скоро све у Епиру. ЕККА је имало само 1.000 људи.
На почетку су западни савезници подржавали све покрете отпора новцем и опремом, пошто је њима била потребна сва помоћ коју су могли добити против сила Осовине. Касније су западни савезници покушали да потпомажу само антикомунистичке покрете отпора. Ипак, ЕЛАС је преузео оружје из италијанских гарнизона у Грчкој када се Италија придружила Савезницима у лето 1943. 1944. ЕЛАС је могла да опреми своје јединице оружјем отетим од непријатеља, док је ЕДЕС уживао подршку западних савезника.
Такође су постојале и десничарске паравојне организације, као што су Кси у Атини, ПАО у Македонији и остали, који су наоружавани од стране Немаца. Чињеница је да су сви покрети отпора оптуживали једне друге за тајне преговоре и могућу колаборацију. Стање и савези су били врло нестабилни. Непријатељ мог непријатеља можда није мој пријатељ, али понекад може бити извор опреме.
ЕАМ је био најјачи од свих организација покрета отпора и борио се против осталих као и против паравојних формација колаборационистичке владе. ЕАМ је оптужио ЕДЕС за сарадњу са Немцима и био је одлучан да успостави монопол над покретом отпора, пошто је веровао да ће Савезници ускоро напасти јужну Европу кроз Грчку и желео је доминантну позицију у дану када би Немци напустили Грчку. Ова ситуација је доводила до битака између ЕЛАС, ЕДЕС и Немаца. Давањем подршке Британаца и Владе у Каиру ЕДЕС, ови сукоби су прерасли у грађански рат. У октобру 1943, ЕЛАС је напала своје супарнике, посебно ЕДЕС, изазивајући грађански рат у многим деловима Грчке, што је потрајало до фебруара 1944, када су британски агенти у Грчкој изборили примирје (Плака споразум).
У марту 1944, ЕАМ, сада управљајући већином земље, је успоставио Политички комитет националног ослобођења (ПЕЕА), трећу грчку владу која се супротстављала онима у Атини и Каиру. Њени циљеви су били ”интензивирање борбе против освајача… за пуно национално ослобођење, за учвршћивање независности и целовитости земље и уништење домаћих фашиста и оружаних издајничких формација”. Први председник ПЕЕА је био Еурипидис Бакирцис, војни лидер Комунистичке партије Грчке. Касније је Александрос Сволос преузео његов положај, а Бакирцис је постао потпредседник.
Умерени циљеви ПЕЕА су добили подршку чак и Грка у изгнанству. У априлу 1944, грчке оружане снаге у Египту су се побуниле против западних савезника, захтевајући да се успостави Влада Националног јединства на принципима ПЕЕА. Побуну су угушиле оружане снаге западних савезника. Каније, кроз политичку заштиту официра, Влада у Каиру је створила чврсту антикомунистичку оружану силу. У мају 1944, представници свих политичких група су дошли заједно на конференцију у Либану, тражећи споразум о Влади националног јединства. Упркос оптужби ЕАМ за колаборацију против других грчких снага, конференција је успела због совјетске директиве Комунистичкој партији Грчке да се избегне нарушавање савезничког јединства.
У Грчкој под нацистичком окупацијом, борба је била тешка и није било простора за осетљива раслојавања. Све стране су спаљивала села и погубљивале цивиле и осумњичене немачке сараднике. Према ККЕ, ”колаборационистичке групе као што је Кси су користиле тероризам као усвојену стратегију, док је код ЕЛАС бораца то било резултат острашћених локалних команданата, а не званична политика”. Чињеница је да је ЕЛАС био одговоран за многа зверства, најодвратнији је био Мелигала масакр где је убијено 1.500 људи. Погубљење вође ЕККА Димитриоса Псароса је био још један злочин ЕЛАС: према ККЕ, за неке од официра ЕККА је касније било доказано да су били сарадници Немаца, након што је ЕЛАС напао све некомунистичке организације отпора. Тачно је да су у неколико случајева бивши официри грчке војске на силу прелазили у ЕЛАС, иако су желели да се придруже антикомунистичким партизанским групама или снагама владе на Блиском истоку. Карактеристичан јес лучај наредника Сарафиса који је био војни вођа ЕЛАС. Сарафис је намеравао да се придружи некомунистичким групама Костопулоса у Тесалији са групом других официра. На свом путу су ухваћени од стране ЕЛАС групе. Сарафис је пристао да се придружи ЕЛАС након што су остали официри поубијани.

## Сукоб (1944)
До лета 1944. је било јасно да ће се Немци ускоро повући из Грчке јер су оружане снаге Совјетског Савеза ушле у Румунији и кретале су се према Југославији, а Немци су ризиковали да буду одсечени. Влада у изгнанству, сада под вођством истакнутог либерала Јоргоса Папандреуа, је прешла у Казерту у Италији због припрема за ослобођење Грчке. Према споразуму из Казерте, све снаге отпора у Грчкој су стављене под команду британског генерала Роналда Скубија.
Трупе западних савезника су се искрцале у Грчкој у октобру. Било је мало борби јер су Немци већ били у пуном повлачењу. Њих је било много мање од ЕЛАС, која је у то време имала 50.000 људи под оружјем и опремала се из залиха које су оставили Немци. 13. октобра, западни Савезници су ушли у Атину, а Папандреу и његови министри су их следили неколико дана касније. Краљ је остао у Каиру, јер је Папандреу обећао да ће се будућност монархије одлучивати на референдуму.
У том тренутку је мало тога спречавало ЕЛАС да стекне пуну контролу над целом државом. Они нису то урадили јер је руководство ККЕ слушало инструкције Совјетског Савеза да не учествује у кризи која може да угрози јединство Савезника и доведе у питање Стаљинове веће послератне циљеве. Руководство ККЕ је знало за то, али борци ЕЛАС и нижи кадрови у партији нису. Ово је постало извор сукоба између ЕАМ и ЕЛАС.
Пратећи Стаљинове инструкције, вођство ККЕ је покушавало да избегава сукобе са Папандреуовом владом. Већина чланова ЕЛАС је видела западне савезнике као ослободиоце, иако неке вође ККЕ, попут Андреаса Цимаса и Ариса Велоухитиса нису веровали западним Савезницима. Цимас је био у контакту са вођом југословеснких комуниста Јосипом Брозом Титом и није се слагао са сарадњом ЕЛАС са снагама западних Савезника.
Питање разоружања организација отпора је било разлог разилажења између Папандреуове владе и чланове ЕЛАС. Посаветован од британског амбасадора Реџиналда Липера, Папандреу је захтевао разоружавање свих оружаних снага и стварање Народне гарде под контролом Владе. ЕАМ, верујући да ће то оставити ЕЛАС беспомоћном против десничарских милиција, предложио је алтернативни план који је Папандреу одбио, а ЕАМ се повукао из владе. 1. децембра, Скуби је издао објаву која је захтевала распуштање ЕЛАС. Команда ЕЛАС је била највећи извор снаге за ККЕ и вођа ККЕ Сиантос је одлучио да се захтеву за разоружање ЕЛАС мора одупрети.
Титов утицај је можда играо улогу у одбијању ЕЛАС са се разоружа. Тито је био видљиво веран Стаљину, али је дошао на власт уз помоћ својих снага и веровао је да би комунистичка Грчка требало да уради то исто. Ипак, његов утицај није спречио вођство ЕАМ да преда своје снаге под Скубијеву команду неколико месеци раније.
3. децембра, након пуцњаве у којој су британске снаге отворили ватру на демонстранте ЕАМ, убивши при томе двадесетак људи, на Тргу Синтагма у центру Атине, почеле су борбе пуног интензитета између ЕЛАС и Владе. Западни Савезници су покушали да буду неутрални, али када се борба појачала, интервенисали су, са артиљеријом и авионима који су навелико коришћени. У почетку, влада је имала само неколико полицајаца и бригаду без тешких оружја. 4. децембра, Папандреу је понудио оставку, али га је британски амбасадор убедио да остане. До 12. децембра, ЕЛАС је контролисао већи део Атине и Пиреја. Западним Савезницима, који су били надјачани, у помоћ је из Италије долетела 4. британска пешадијска дивизија. Током битке са ЕЛАС, локална милиција се борила уз западне Савезнике. Мора се напоменути да иако су се Британци отворено борили против ЕЛАС у Атини, није било борби у остатку Грчке. У случајевима попут Волоса, неке јединице РАФ су давале опрему борцима ЕЛАС.
Борбе су се наставиле кроз децембар, док су западни Савезници полако преузимали иницијативу. Занимљиво, снаге ЕЛАС у остатку Грчке нису напале западне Савезнике. Било је очигледно да ЕЛАС није имала план за реалан преврат, али је увучена у борбу због озлојеђености својих бораца.
Избијање борби између западних Савезника и антинемачког покрета отпора, док је рат још био вођен, је било озбиљан политички проблем за Черчилову коалициону владу и изазвало је много протеста у британској и америчкој штампи и британском парламенту. Да би доказао своје напоре за успостављање мира, Черчил је дошао у Атину 24. децембра и председавао је конференцијом, у којој је учествовао и совјетски представник, којом би се донело решење. Конференција није успела због захтева ЕАМ/ЕЛАС који су сматрани превисоким и на крају су одбијени.
До почетка јануара ЕЛАС је истерана из Атине. Као резултат Черчилове интервенције, Папандреу је поднео оставку у замењен је антикомунистичким генералом Николаосом Пластирасом. 15. јануара 1945, Скуби је пристао на прекид ватре, у замену за повлачење ЕЛАС са својих позиција у Патри и Солуну и њену демобилизацију на Пелопонезу. Ово је био тежак пораз, али је ЕЛАС опстала, а ККЕ је имала шансу да размотри своју позицију.
Пораз ККЕ 1945. је био углавном политички. Успон тероризма на комунистичкој страни је отежало постизање политичког решења. Лов на колабораторе је проширен на људе који нису ни били укључени у колаборацију. ККЕ је стекла много непријатеља због преких погубљења 8.000 људи због различитих политичких злочина, током периода своје владавине над Атином и узимањем 20.000 талаца са собом током повлачења. После борби у Атиним, подршка ККЕ је нагло опала, а као резултат, многи истакнути некомунисти у ЕАМ су напустили организацију. Али тероризам међу десничарским екстремистичким групама је ојачао.

## Затишје (1945—1946)
У фебруару 1945, многе грчке партије су дошле до Варкиза споразума, уз подршку свих Савезника. Ово је обезбеђивало комплетну демобилизацију ЕЛАС и других паравојних организација, амнестију за све политичке преступе, референдум о монархији и опште изборе што је пре могуће. ККЕ је остала легална, а њен вођа Николаос Захаридис, који се вратио из Немачке у априлу 1945, је рекао да је нови циљ ККЕ народна демократија која ће бити постигнута на миран начин.
Варкиза споразум је трансформисао политички пораз ККЕ у војни. Постојање ЕЛАС је било укинуто. У исто време Национална армија и десничарски екстремисти су били слободни у свом рату против бивших чланова ЕАМ. Ова амнестија није била свеобухватна, јер су многе акције током немачке окупације биле означене као криминалне и тако изузете од амнестије. Као резултат, велик број партизанских ветерана је сакрио своје оружје у планинама, а 5.000 њих је побегло у Југославију, иако их вођство ККЕ није на то охрабривало. ККЕ се одрекла Велоухитиса када је он позвао ветеране да започну други окршај: убрзо након тога убиле су га снаге безбедности.
ККЕ је ускоро преокренула своју политичку позицију како су се односи између Совјетског Савеза и западних Савезника погоршавали. На почетку Хладног рата, комунистичке партије су свуда прелазиле ма милитантније позиције. Јоргос Папандреу је јула 1945, известио владу да је распуштање Коминтерне била обмана. Иако Стаљин није подржавао настављену оружану борбу у Грчкој, вођство ККЕ је фебруара 1946 одлучило: ”након проучавања домаћих фактора и балканске и међународне ситуације”, да настави са ”организацијом нове оружане борбе против монархо-фашистичког режима”. ККЕ је бојкотовала изборе марта 1946. на којима је победила монархистичка Уједињена Патриотска Партија, чији је главни део била Народна партија (ЛК) Константиноса Цалдариса. Септембарски референдум је тесно одлучио да остане монархија, иако је ККЕ спорила резултате, а краљ Јоргос се вратио у Атину.

## Грађански рат (1946—1949)
Борбе су се наставиле у марту 1946, пошто су се наоружани ветерани ЕЛАС убацили у Грчку кроз планинске регионе близу југословенске и албанске границе. Они су сада били организовани као Демократска армија Грчке (ДСЕ) под командом ветерана ЕЛАС Маркоса Вафијадиса (познатијег као Генерал Маркос), које је командовао из базе у Југославији.
И југословенске и албанске комунистичке власти, који су дошли на власт сопственим напорима и нису били совјетске марионете, су подржавале борце ККЕ, али је Совјетски Савез остао неодлучан. То није био део Стаљинове стратегије да спроводи рат против западних Савезника у Грчкој и Совјети су дали мало подршке кампањи ККЕ. Неки историчари верују да је Стаљин у Грчкој желео да тестира одлучност западних савезника.
До краја 1946. ДСЕ је могла да размести око 10.000 партизана у разним деловима Грчке, углавном у северним планинским пределима. Према ДСЕ, њени борци су се ”одупирали владавини терора које су десничарске групе вршиле по целој Грчкој. Током 1945-1946, 60 десничарских група је убило 1.192 грађанина Грчке и имали су више од 13.000 терористичких напада против продемократских грађана и сељака.” Према десничарским грађанима, ове групе су узвраћале за оно што су проживеле током владавине ЕЛАС.
Ово је дало мале користи просечним грађанима, који су били ухваћени у унакрсној ватри. Док су се партизани ДСЕ улазили у села тражећи залихе, грађани се нису могли одупрети. А када је војска улазила у села, исти грађани који су давали намирнице партизанима, су, уз претњу силом, окарактерисани као симпатизери комуниста и трпели су последице.
Грчка војска је бројала око 90.000 људи и постепено је била све више грађена на професионалној основи. Задатак опремања и увежбавања армије су изводиле њене западне савезнице. Али у раној 1947, Велика Британија, која је потрошила 85 милиона фунти од 1944, није могла да више подноси овај терет. Амерички председник Хари Труман је објавио да ће САД доћи у помоћ влади Грчке против комунистичког притиска. Ово је отпочело дуге и проблематичне односе између САД и Грчке. Неколико деценија амерички амбасадор је саветовао Краља о важним питањима као што је именовање председника Владе.
Током 1947, интензитет борби се повећао. ДСЕ је покренула велике нападе на градове широм северног Епира, Тесалије и Македоније, провоцирајући масовну против-офанзиву Армију, која није наилазила на отпор пошто се ДСЕ повукла у планине или на безбедно преко северне границе. Морал армије је остао низак и било је потребно неко време пре него што подршка САД постане видљива.
Ипак, септембра 1947, вођство ККЕ је одлучило да се пређе са герилске тактике на конвенционални рат, упркос противљењу Вафиадиса. У децембру ККЕ је објавила формирање Привремене Демократске Владе, са Вафиадисом као премијером. Ово је довело до тога да атинска влада и званично забрани ККЕ и цензурише штампу. Ниједна страна влада није признала ову владу. Нова стратегија је довела ДСЕ до скупих покушаја освајања важнијег града за седиште своје владе. У децембру 1947, 1.200 бораца ДСЕ је погинуло у бици око Конице. Ипак, ова стратегија је приморала владу да увећа бројност Армије. Контролишући важније градове, влада је похватала чланове и симпатизере ККЕ, од којих је већина затворена на острво Макронисос.
Упркос неуспесима као што је борба око Конице, током 1948. ДСЕ је стигла до врхунца своје моћи, проширивши своје операције до Пелопонеза и Атике, на 20 km од Атине. Имала је најмање 20.000 бораца и мрежу симпатизера и потказивача у сваком селу у сваком предграђу. Армија је додала проблему избеглица организованим експедицијама ради чишћења целих подручја и ускраћивањем подршке ДСЕ.
Средства, саветници и опрема западних Савезника су сада у великим количинама стизали у земљу и под вођством западних Савезника, серија великих офанзива је покренута у планинама централне Грчке. Иако ове офанзиве нису испуниле све своје циљеве, оне су задале неколико озбиљних пораза ДСЕ. Морал Армије је порастао, а морал ДСЕ бораца, од којих су већина њих били тек регрутовани, је једнако опадао.

## Крај рата (1949)
Ипак, фаталан ударац ККЕ и ДСЕ је био политички, а не војни. У јуну те године, Совјетски Савез и његови сателити су прекинули односе са Титом, који је био највећи присталица ККЕ још од 1944. ККЕ је зато морала да бира између своје верности Стаљину и својих односа са најближим и највећим савезником. Неизбежно, након неколико унутрашњих сукоба, велика већина, предвођена Захаријадисом је одабрала Стаљина. У јануару 1949, Вафиадис је оптужен за ”титоизам” и уклоњен је са својих политичких и војних положаја и замењен је Захаријадисом.
Након године повећане огорчености, Тито је затворио југословенску границу герилцима ДСЕ у јулу 1949. и распустио њихове кампове унутар Југославије. ДСЕ је још увек могла деловати из Албаније, али је за ДСЕ то била слаба алтернатива. Разлаз са Титом је покренуо ”лов на вештице” унутар ККЕ, доводећи до дезорганизације и деморализације у редовима ДСЕ и пада подршке ККЕ у градским подручјима.
У исто време, Национална армија је пронашла талентованог команданта у генералу Александру Папагосу. У августу 1949, Папагос је покрену велику против-офанзиву против ДСЕ у северној Грчкој, под називом Операција Бакља. План је био велика победа за Националну армију и резултовао је тешким губицима за ДСЕ. ДСЕ више није била способна да пружа отпор. До септембра 1949, већина њених бораца се предала или побегла преко границе у Албанију. До краја месеца, албанска влада, вероватно уз совјетско одобрење, је саопштила ККЕ да неће више дозвољавати ДСЕ да изводи војне операције из албанске територије. 16. октобра, Захаријадис је прогласио ”привремен прекид ватре да спречи тотално уништење Грчке”. Овај споразум је означио крај Грчког грађанског рата.
Западни Савезници су видели крај Грчког грађанског рата као победу у Хладном рату против Совјетског Савеза. Парадокс је био то што СССР никада није активно подржавао ККЕ у напорима да освоји власт у Грчкој. Највећа присталица и снабдевач ККЕ је увек био Тито и прекид односа између Тита и ККЕ је означио прави крај напорима партије да сачува моћ.
Грађански рат је оставио Грчку у руинама и у већим економским невољама након краја Другог светског рата и немачке окупације. Рад је поделио грчки народ у следеће четири деценије. Хиљаде Грка је било много година у затворима. Више хиљада Грка је побегло у изгнанство у комунистичке земље или се одселило у Аустралију, Немачку, САД и друге земље. Поларизација и нестабилност у шездесетим су биле директан резултат осећања и идеолошких спорова из времена грађанског рата.
Десничарске екстремистичке организације су играле велику улогу у политици подстичући сукобе и тензије, које су довеле до убиства левичарског политичара Грегориса Ламбракиса 1963. 21. априла 1967, група десничарских армијских официра је извршила државни удар и преузела власт од владе, користећи као изговор политичке нестабилности и тензије. Вођа државног удара, Јоргос Пападопулос, је био члан војне организације Света веза грчких официра (ИДЕА).
Пре него што је војна хунта дошла на власт, официри који су припадали фрупи АСПИДА, левичарској организацији антимонархистичких официра, су били оптужени за покушај преузимања власти државним ударом. Тај покушај се никада није десио и официрима је суђено пред војним судом због ”завере против грчке државе” и ”комунистичке опредељености”. Они су наводно били присталице Андреаса Папандреуа, сина Јоргоса Папандреуа, бившег премијера Грчке, који је напустио земљу након пуча из 1967.
Након пада војне хунте 1974, конзервативна влада десног центра под Константином Каранмалисом је легализовала ККЕ и донела устав који је гарантовао политичке слободе, права појединца и слободне изборе. 1981, левичарска влада ПАСОКа, која је изабрана са знатном већином, гласала је за давање пензија свим ЕЛАС борцима због њихових акција током окупације, чак иако су се побунили против државе у ”трећој рунди”. ПАСОК је тврдио да је тај закон смањио последице грађанског рата у грчком друштву. Ипак, иста партија је стално под оптужбама због наводног разбуктавања страсти из времена грађанског рата, са селективном реториком коришћеном зарад своје политичке користи.

## Галерија
- Борци ДАГ-а
- Говови ДАГ-а
- Генерал Маркос Вафиадис